# Ignimbrite di Biancavilla-Montalto
L'ignimbrite di Biancavilla-Montalto è un deposito lavico formatosi a seguito di numerose stratificazioni eruttive dell'Etna, nel periodo pleistocenico.

## Depositi di Ignimbrite
I depositi si possono osservare all'interno del Vallone San Filippo, sito nelle vicinanze dell'abitato di Biancavilla (nel territorio della città metropolitana di Catania) a contatto con i cumulo - duomi del Monte Calvario; sono formati da quattro unità vulcano - stratigrafiche di cui si può riconoscere un livello basale (chiamato surge piroclastico) di colore grigio chiaro. Inoltre altre tre unità possono essere assimilate rispettivamente a lahar ed ignimbrite, nel senso stretto del termine. Questi depositi in litologia vengono chiamati Brecce trachitiche a seguito della loro conformazione.

### Origine
L'evento vulcanico che ha generato i depositi è un evento parossistico dell'Etna, risalente al periodo Pleistocene e correlato al collasso di uno dei grandi centri eruttivi del vulcano (denominato in Ellittico o anche Sintema di Concazze) che raggiungeva una quota maggiore dell'attuale edificio etneo, circa 3700 m s.l.m..

### Le Unità di flusso
Le unità hanno uno spessore totale di circa 15 metri, di cui la prima è di circa 4 metri ed è costituita da un deposito non consolidato di un comune colore grigio chiaro (o colore lavico) . Essa si compone di: 1) il livello Basale a gradazione inversa; 2) la componente Juvenile, del 95%, composta da lapilli scoriacei arrotondati, di 4 cm; 3) la Marice, costituita da ceneri grossolane; 4) i componenti Accidentali (denominati tachiliti e clasti fumarolizzati) concentrati solo superiormente, a livello basale.
Le altre unita II, III e IV hanno una caratteristica colorazione rosata e bruno - rossastra ed una notevole fessurazione delle colonne magmatiche. La seconda unita è di 3 m, non classata e non stratificata e ritroviamo formazioni bombate di 40 cm (dette a "crosta di pane") e strutture a "pipa" verticale. La terza unità, è sempre di 3 m ha una superficie erosiva mentre il livello basale presenta lamine interne ed elementi grossolani nelle parti alte. La quarta unità è spessa 6 m con livello basale di pochi cm, un livello grossolano e del materiale Juvenile (denominato: scorie o bombaroli) nella parte superiore.
Nel 1976 vennero distinti i due flussi di Sommacco (nel Vallone San Filippo) e di Montalto (nel Vallone di Licodia) come due apparenti e distinte fasi eruttive e si concorda che tali flussi siano dovuti agli episodi esplosivi che hanno determinato l'evoluzione del vulcano Etna. Gli episodi sono coincidenti con i collassi vulcanici che portano alla formazione della "Caldera dell'Ellittico" (costituita da crateri sommitali situati a 2800 e 2900 metri di quota).

### Età dei depositi
Per risalire all'età geocronologica dei depositi ignimbritici sono state utilizzate la stratigrafia, la spettrometria di massa, la datazione al 14C, gli isotopi e le analisi geochimiche. Le analisi furono eseguite nel 2004, nelle acque profonde del Mar Tirreno meridionale, furono identificati gli strati di cenere la loro geochimica fu confrontata con quella dei depositi. La geochimica dei depositi (detti: Core MD90) indica una provenienza secondaria tra il vulcano Etna e i vulcani delle Eolie con fonti attribuite a:
- Etna con ET1-Y1: Ignimbrite di Biancavilla-Montalto.
- Lipari con E1: Gabellotto - Fiumebianco e il vulcano sottomarino Palinuro[4] (nel Mar Tirreno Meridionale).

Le osservazioni al microscopio elettronico a scansione (granulometria e consistenza) effettuate sui depositi piroclastici di Biancavilla, nelle aree basse di Montalto e nel fianco Sud Ovest dell'Etna confermano sia la formazione dei “depositi ignimbritici” dell'Etna ed anche una età compresa tra 14.000 e 18.000 ± 26 anni. Con precisione, il metodo multitecnica a potassio-argon (K-Ar) e la tecnica a diffusione (40Ar / 39Ar), determina la loro età di depositi a 15.900 ± 900 anni. Dalle caratteristiche granulometriche si classificano i depositi come normale ignimbrite, ed utilizzando le tecniche di analisi in G-mode si è stabilita la morfologia delle particelle con le variazioni temporali nelle eruzioni.

### Impatto ambientale
Il Monte Etna e le sue eruzioni piroclastiche hanno un notevole impatto ambientale sul territorio circostante. La densità di popolazione, la rete idrica, le lave porose e i suoli vulcanici non sono liberi dal rischio di danni causati dalle colate laviche. Il rischio vulcanico è considerato in varie parti; sia con il rischio di insediamenti e strutture, sia con il danno potenziale per i terreni agricoli coltivati ed anche con la valutazione ambientale. Con la valutazione dell'impatto ambientale idrico del vulcano Etna, è stabilita la concentrazione di elementi in acque del sistema vulcanico con correlazioni da acque non vulcaniche. Per l'impatto ambientale atmosferico del vulcano Etna, i differenti elementi vengono analizzati mediante dosaggi sui licheni. Questi ultimi con le loro capacità di assorbimento sono in grado di accumulare grandi quantità di metalli dispersi nell'aria, risultando degli ottimi indicatori.